# Célio de Oliveira
Célio de Oliveira é um político brasileiro do estado de Minas Gerais.
Foi prefeito de Lavras entre 1983 e 1988 e deputado estadual em Minas Gerais na 12ª legislatura (1991 a 1995) pelo PRN.